# 570814 Nauru
570814 Nauru este o planetă minoră (asteroid) din centura de asteroizi. A fost descoperită pe 18 noiembrie 2006 la Nogales de Jean-Claude Merlin⁠(d) și a fost numită după Nauru. 
Obiectul prezintă o orbită caracterizată de o semiaxă mare de 2,4593677457748 UAi, o excentricitate de 0,14601160736024, o înclinație de 3,1770534574045 ° în raport cu ecliptica.